# Robert Ng’ambi
Robert Ng’ambi (ur. 11 września 1986 w Blantyre) – malawijski piłkarz grający na pozycji defensywnego pomocnika.

## Życiorys

### Kariera klubowa
Karierę piłkarską Ng’ambi rozpoczął w klubie Big Bullets. W 2003 zadebiutował w jego barwach w pierwszej lidze Malawi. W latach 2003–2005 trzykrotnie z rzędu wywalczył z nim mistrzostwo malawijskiej ligi. Po zdobyciu trzeciego tytułu mistrzowskiego odszedł do zimbabwejskiej Monomotapy United, a na początku 2006 został piłkarzem południowoafrykańskiego klubu Black Leopards FC. W 2011 przeszedł do Platinum Stars FC.
18 stycznia 2019 podpisał kontrakt z południowoafrykańskim klubem Black Leopards FC. Grał w nim do 2020, czyli do końca swojej kariery.

### Kariera reprezentacyjna
W reprezentacji Malawi Ng’ambi zadebiutował 17 maja 2003 w przegranym 0:1 towarzyskim meczu z Zambią, rozegranym w Blantyre. W 2010 w Pucharze Narodów Afryki 2010 był podstawowym zawodnikiem i zagrał w 3 meczach: z Algierią (3:0), z Angolą (0:2) i z Mali (1:3). Od 2003 do 2017 wystąpił w kadrze narodowej 68 razy i strzelił 7 goli.